# Cratere Shardi
Shardi  è un cratere sulla superficie di Marte.